# Lariscus
Lariscus es un género de roedores de la familia Sciuridae. Son endémicos de Sondalandia.

## Especies
Se reconocen las siguientes especies:
- Lariscus hosei (Thomas, 1892)
- Lariscus insignis (F. Cuvier, 1821)
- Lariscus niobe (Thomas, 1898)
- Lariscus obscurus (Miller, 1903)